# 內壢夜市
內壢忠孝路夜市，位於臺灣桃園市中壢區內壢地區忠孝路上。目前已停止營業。

## 歷史
忠孝路商圈為內壢地區主要商圈之一，過去內壢夜市規模最大時，忠孝路兩側至成章二街皆有攤位，但因妨礙交通及住家安全，現今主要位於彰化銀行對面空地，忠孝路除店面外僅零星設攤。內壢夜市每星期六晚上擺攤，屬於流動夜市。販售飲食、遊戲例如：潤餅、地瓜球、章魚燒、牛排、撈金魚，打彈珠，套圈圈等；另外每天仍有固定的小吃攤，有的是推車，有的是發財車改裝，有烤玉米，滷味，麻辣臭豆腐。
- 2013年3月：原夜市攤販擺設的空地被建商收購，將開發住宅大樓。部分攤位轉往鄰近的興仁花園夜市。